# إنريكي غونزاليس
إنريكي غونزاليس (بالإسبانية: Enrique González Fernández)‏ هو مبارز بالسيف إسباني، ولد في 3 نوفمبر 1933 في مليلية في إسبانيا.

## وصلات خارجية
- إنريكي غونزاليس على موقع اللجنة الأولمبية الدولية (الإنجليزية)
- إنريكي غونزاليس على موقع أوليمبيديا (الإنجليزية)